# 21 up Japan
21 Up Japan is een televisieprogramma uit de Up series. In deze serie worden dertien personen die in verschillende delen in Japan wonen om de zeven jaar gevolgd, in de documentaire 21 Up Japan zijn de personen 21 jaar oud. De serie is een vervolg op 7 Up Japan en 14 Up Japan.
Samantha McMillon interviewt deze groep jongeren elke 7 jaar voor ITV. ITV volgt deze jongeren al sinds hun zevende levensjaar.
Elke zeven jaar worden ze geïnterviewd en geportretteerd in hun leefomgeving. De film geeft een beeld van de hedendaagse Japanse samenleving en de manier waarop jonge mensen er opgroeien.

## Inhoud
Deze documentaire is de derde in de reeks Up Japan en wordt gefilmd in 2006. De personen die gevolgd worden, worden gevraagd om te praten over hun leven, familie en toekomst. De levensomstandigheden verschillen drastisch van elkaar. Eri en Maki wonen in Okinawa in de buurt van een militaire basis van de Verenigde Staten. Sanae woont in de buurt van de betwiste Kuril Eilanden. Terwijl anderen zoals Yoshio en Mitsukatsu leven met beiden een andere cultuur in het anders nogal sterk homogene Japan.
In 1992 werden ze voor het eerst gefilmd. Ze waren toen zeven jaar oud. De Japanse luchtbeleconomie was toen ontploft.
In 1999 waren de kinderen pubers en nu, nog zeven jaar later, zijn het jongvolwassenen. Een van hen is na de dood van zijn vader gezinshoofd geworden en beoefent Kabuki. Een ander is getrouwd en heeft al kinderen. Maar de meesten wonen nog altijd bij hun ouders en weten nog niet precies welke richting ze met hun leven uit willen.
Deze aflevering werd in België voor het eerst uitgezonden op woensdag 10 maart 2010 (Canvas).